# 경남청사관리소
경남청사관리소(慶南廳舍管理所)는 정부경남지방합동청사보수·유지·관리에 관한 관리본부의 사무를 분장하는 정부청사관리본부의 소속기관이다. 2013년 6월 4일 발족하였으며, 경상남도 창원시 마산합포구 제2부두로 10에 위치하고 있다. 소장은 서기관 또는 기술서기관으로 보하되, 임기제공무원으로 보할 수 있다.

## 연혁
- 2013년 6월 4일: 정부청사관리소 소속으로 경남청사관리소 설치.[3]
- 2016년 12월 27일: 정부청사관리본부 소속으로 변경.

## 같이 보기
- 정부경남지방합동청사